# Phelps Phelps
Phelps Phelps, né le 4 mai 1897 à Bonn en Empire allemand et mort le 10 juin 1981 à Wildwood au New Jersey, est un homme politique américain. Il est gouverneur des Samoa américaines du 23 février 1951 au 20 juin 1952.

## Biographie
Phelps a commencé sa carrière politique en tant que sous-commissaire aux affaires des anciens combattants pour la ville de New York. De 1924 à 1928, il était membre républicain de l' Assemblée de l'État de New York . Après la Convention nationale républicaine de 1932 , il est devenu démocrate et a siégé à plusieurs congrès nationaux. Il a servi un autre mandat à l'Assemblée de l'État, puis au Sénat de l'État de New York . Il a également assisté à une convention constitutionnelle du New Jersey, a animé une longue émission de commentaires à la radio et était un auteur prolifique de lettres au rédacteur en chef de grands journaux. Phelps a servi dans l' armée américaine pendantSeconde guerre mondiale , atteignant le rang de capitaine . Immédiatement après la guerre, Phelps fit partie du personnel de Douglas MacArthur lors du tribunal pour crimes de guerre japonais.
Après avoir été nommé gouverneur des Samoa américaines en 1951, Phelps en devint le premier gouverneur civil. La marine américaine s'est en grande partie retirée de l'île avec le dernier gouverneur de la marine, laissant à Phelps la tâche de restructurer une économie auparavant centrée sur l'armée. Il a fait la promotion des installations de stockage de pétrole sur l'île et a attiré de nouvelles compagnies aériennes à l'aéroport international de Pago Pago afin de compenser la perte de revenus. Son dernier poste à l'étranger était celui d'ambassadeur en République dominicaine sous le règne de Rafael Trujillo.. Là, il a dû négocier des ventes de terres entre les deux gouvernements et répondre à la colère des citoyens lors d'assassinats possibles sur le sol des États-Unis ordonnés par Trujillo. Phelps ne s'est jamais marié ni possédé, préférant errer entre différents hôtels et a vécu avec quatre femmes tout au long de sa vie. Phelps est décédé à Wildwood, dans le New Jersey , et est enterré au cimetière national d'Arlington.